# Vidéaste web
Pour le sens commun du terme, voir Vidéaste.
 (décembre 2017).

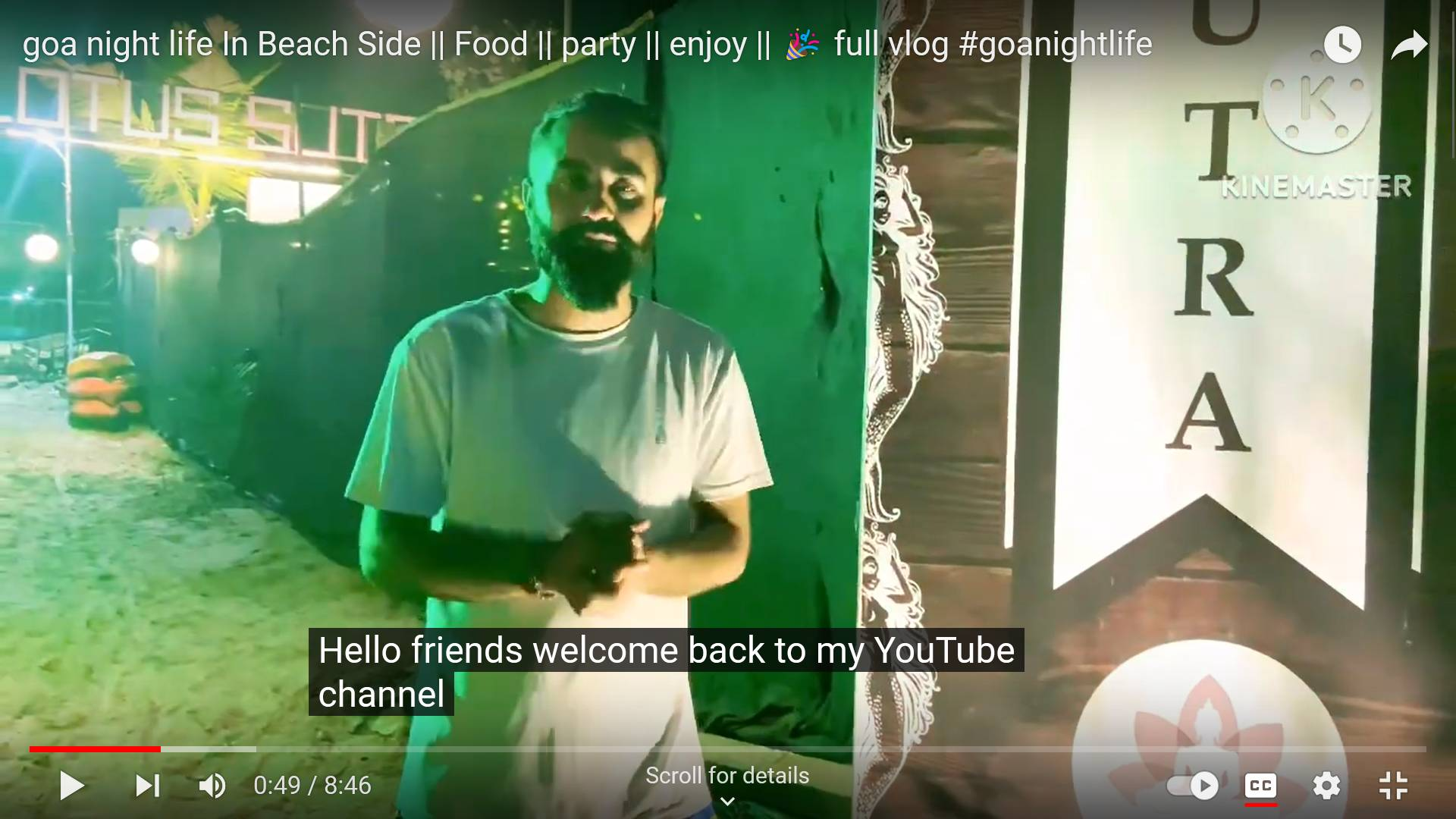
Capture d'écran d'un épisode de vlog publié sur YouTube.

Un ou une vidéaste web (souvent surnommé youtubeur ou youtubeuse en référence à YouTube) est un vidéaste qui réalise et publie régulièrement du contenu vidéo sur un site d’hébergement de vidéos (comme YouTube ou Vimeo), un blogue, ou un réseau social (Facebook, Instagram, TikTok, Twitch ou anciennement Vine). Le terme peut recouvrir diverses fonctions déjà existantes telles que réalisateur, scénariste, producteur ou acteur.
Cette activité peut générer des revenus notamment grâce aux recettes de la publicité en ligne, au financement participatif, aux produits dérivés ou aux partenariats commerciaux (sponsoring, placement de produit).
Depuis les années 2010, le développement de cette activité provoque l'émergence de vedettes : voir notamment la liste des comptes Instagram les plus suivis, la liste des chaînes Twitch les plus suivies et la liste des comptes TikTok les plus suivis.

## Histoire
En 2005, aux États-Unis, la création de YouTube, un site web d'hébergement de vidéos, a permis à des gens ordinaires d'accéder à la célébrité, en diffusant auprès du plus grand nombre leurs œuvres en tout genre. Dans un second temps, Twitter (acquéreur de Vine), Facebook et Instagram (via IGTV) se positionnent comme plateforme vidéo et mettent en avant des créateurs,,. En France, c'est la plateforme Dailymotion qui permet à certains créateurs de diffuser plus largement leurs vidéos (Cyprien Iov, Norman Thavaud, Hugo Dessioux, etc.). Après l'échec de la revente à Yahoo de Dailymotion, les audiences du site ont baissé, et les principaux créateurs se sont tournés vers YouTube. De 2010 à sa fermeture en 2017, Vine a permis l'apparition de nombreuses personnalités, comme Jérôme Jarre ou encore Logan Paul. Depuis 2015, les plateformes vidéo YouNow,, ou Musical.ly, (devenu TikTok) ont fait éclore plusieurs personnalités.
Le terme youtubeur (youtuber en anglais) est un néologisme dérivé du nom du site,. En 2017, youtubeur fait officiellement son entrée dans le dictionnaire Le Petit Robert. Les termes d'instagrameurs, vineurs ou tweeps sont aussi utilisés.
Internet connaît un grand succès dans le partage de contenu vidéo à caractère humoristique ou didactique. Diverses thématiques se sont développés, tels que les vidéos sur le thème de la beauté et du maquillage, les vidéos de vulgarisation, les vidéos de jeux vidéo, les clips musicaux ou des thèmes plus politiques.
Certains vidéastes web, grâce à leur visibilité sur Internet et à la viralité de leurs vidéos, attirent un public grandissant, jusqu'à devenir des vedettes,. Les vidéastes les plus connus comptent plusieurs millions d'abonnés, et cumulent un ou plusieurs milliards de vues.
Le développement de ce média est surtout important chez les jeunes[réf. souhaitée]. Ce phénomène est donc parfois mal compris par les parents et a des conséquences sur l'éducation.

## Professionnalisation
Parmi des millions de vidéastes, la plupart postent des vidéos pour le plaisir, sans objectif financier. Une minorité passe du loisir à une activité rémunérée, voire travail à temps plein pour certains,.
Les vidéastes professionnels produisent des vidéos qui peuvent parfois mobiliser une équipe de techniciens[réf. souhaitée]. Dans cette optique, des vidéastes peuvent être employés et produits par de grands groupes, tels que Groupe M6 avec Golden Moustache ou Canal+ avec Studio Bagel. D'autres peuvent être indépendants, comme Antoine Daniel[réf. souhaitée].
Tout comme pour les autres métiers artistiques, les revenus peuvent être instables et précaires, même lors de vidéos virales,.
Selon des estimations datant de 2015, en France, plusieurs dizaines de personnes réussiraient à bien gagner leur vie grâce à YouTube. La même année, le magazine Forbes publie pour la première fois un classement des youtubeurs les plus riches, avec en tête le vidéaste suédois PewDiePie, qui à 25 ans a déjà gagné 12 millions de dollars, suivi dans le top 10 par des youtubeurs américains et britanniques (Smosh, Fine Brothers, Rhett and Link…).

## Production et rémunération

### Publicités
Les vidéastes sont généralement rémunérés grâce à une régie publicitaire qui place des publicités avant, durant ou après leurs vidéos. Ces publicités peuvent être évitées, notamment à l'aide d'un logiciel antipub tels qu'Adblock Plus ou UBlock Origin, coupant la rémunération.
Les réseaux multichaînes, auxquels peuvent s'affilier les vidéastes, peuvent vendre des publicités spécifiques pour la chaine, ou des opérations publicitaires dans la vidéo. Elles agissent également en tant qu'ayant droit sur la plateforme. Agissant comme des régies publicitaires ou un agent, ils touchent un pourcentage des revenus générés,.

### Partenariats commerciaux
Des marques payent certains vidéastes pour promouvoir leurs produits dans le contenu, les placements de produit. Le plus souvent, les concepts de vidéos sont faits pour que le produit s'intègre dans le contenu.
Les partenariats laissent aux vidéastes une marge de manœuvre plus ou moins inexistante selon les marques, allant jusqu'à leur imposer un script défini[réf. souhaitée].
L'affiliation peut également être une source de revenus. Par exemple, certains vidéastes littéraires tirent un revenu grâce à un lien qu'ils affichent, pointant vers la page internet où l'on peut acheter le livre en ligne.
Ces partenariats peuvent également être fait par l'intermédiaire d'agences de communication ou via des plates-formes de mise en relation entre les marques et les vidéastes,.
Les créateurs plus connus sont en outre convoités par de grandes marques en tant qu'égérie ou ambassadeur, comme Sananas devenue égérie d'Yves-Saint-Laurent ou Brendan Jordan, surnommé « la teen-diva », devenue égérie de American Apparel[réf. nécessaire].
Leur popularité leur permet parfois de sortir un livre, comme Icônne écrit par Natoo, ou un album, comme l'album de rap Double V de Mister V.

### Diversification de l'activité
Certains vidéastes profitent de leur notoriété pour créer des lignes de cosmétiques ou de vêtements (à l'instar de Michelle Phan). D'autres peuvent profiter de leur notoriété pour apparaître au cinéma (c'est le cas de Cyprien Iov, Natoo et Squeezie, qui ont été sollicités pour le doublage du film Bob l'éponge, le film : Un héros sort de l'eau).

### Financement participatif
Le financement participatif fait également partie des sources de financements via Patreon, ou Tipeee, faits pour les vidéastes, ou des plateformes de crowdfunding généraliste comme KissKissBankBank. Les premières permettent aux spectateurs de verser une somme d'argent à chaque publication, tandis que les secondes sont plus destinées à des projets ponctuels. C'est le cas de l'émission Chroma de Karim Debbache, Gilles Stella et Jérémy Morvan, financée via le site web Ulule. Le record est détenu par la série Noob.

### Financement public
Comme n'importe quels producteurs, les vidéastes web peuvent faire l'objet de subvention publiques. Depuis 2018, le Centre national de la cinématographie a ouvert un guichet d'aides destinées aux productions à destination d'Internet.

## Problématiques et controverses

### Réutilisation de contenu soumis au droit d'auteur
Malgré le principe de fair use (« usage loyal »), qui permet la réutilisation de contenus soumis au droit d'auteur — tels que des extraits de films, des musiques et autres — dans la limite de certains critères, les vidéastes sont souvent attaqués par les ayants droit pour l’utilisation de leur contenu, même si elle entre dans le cadre autorisé.
En 2011 et 2012, les trois traités dits SOPA, PIPA et ACTA ont tour à tour failli être adoptés. Ils auraient eu pour conséquence l'interdiction de réutiliser des contenus soumis au droit d'auteur sur le web, avec un impact potentiellement important sur YouTube,. SOPA et PIPA ont fait l'objet de nombreuses manifestations d'opposition, tant réelles que virtuelles, qui leur ont valu un report sine die.
En 2012, une pétition est lancée pour « stopper l'ACTA » sur le site Avaaz.org,, et le message est relayé par plusieurs youtubeurs, qui considèrent ces traités comme liberticides, et prévoient la difficulté, si ce n'est l'impossibilité, de continuer à produire du contenu si le traité venait à être adopté. Le traité est finalement rejeté.
En décembre 2013, YouTube fait l'objet d'une polémique, lorsque le site implémente quelques modifications à sa politique concernant les droits d'auteur,. En effet, les modifications de Content ID permettent de remonétiser ou de supprimer des vidéos contenant des extraits vidéos ou audios soumis au copyright. Jusqu'alors les youtubeurs sont soumis au fair use, qui leur permet d'utiliser des contenus sous copyright dans le cadre d'un travail créatif. Avec ces changements, les ayants droit ont la possibilité d'agir sur les vidéos créées par les youtubeurs, en les monétisant à leur place lorsqu'il s'agit de youtubeurs connus ayant un fort potentiel en ce qui concerne les recettes publicitaires, ou en les supprimant purement et simplement lorsqu'il s'agit de youtubeurs anonymes ou peu notoires. Cependant, le système génère beaucoup de faux positifs, et permet également des revendications qui, au regard du fair use, pourraient être vues comme abusives, fonctionnant sur la base de la « présomption de culpabilité ».
Les revendications Content ID abusives et la non-application du principe de fair use font souvent l'objet de controverses. En 2016, les youtubeurs anglophones posent la question « Where's the Fair use ? » (« Où est le fair use ? »),.

### Conditions de monétisation
Les plateformes limitent les contenus monétisables selon la demande des annonceurs, (violence verbale, caractère sexuel, substances illicites, sujets sensibles, conflits armés, politique, catastrophes naturelles…)[réf. nécessaire]. En 2016 puis 2018, sous la pression d'annonceurs, YouTube démonétise les vidéos ne respectant pas ces conditions, déclenchant des réactions de créateurs,,.

### Utilisation des enfants
Certaines chaînes web publient du contenu mettant en vedette des enfants. Il existe en effet des chaînes où des enfants sont filmés en train de déballer des jouets, face caméra. Ce genre de vidéos, d'abord apparu aux États-Unis, s'est répandu sur la plateforme YouTube francophone avec l'apparition de chaînes comme Studio Bubble Tea, Démo Jouets et Swan The Voice,,. Cette participation est parfois considérée comme une utilisation des enfants,.
Plusieurs vidéastes s'en sont indignés,. La publication de vidéos sur le web est une activité lucrative, qui de surcroît expose les personnes apparaissant dans ces vidéos aux yeux du grand public, alors que parfois même les parents ne se montrent pas. Les enfants manqueraient de recul pour comprendre ce qui leur arrive. Le rythme de publication, parfois jusqu'à une fois par jour, est aussi critiqué. Certains internautes considèrent de plus que les enfants, public ciblé par ce type de contenu, sont plus influençables ; et que le fait qu'ils regardent peut-être quotidiennement des vidéos incitant selon eux à la surconsommation pose un problème moral,,.
Début 2017, Mike et Heather Martin, parents de cinq enfants et propriétaires de la chaîne YouTube américaine « DaddyOFive » de plus de 776 000 abonnés, perdent la garde de deux de leurs enfants, que Mike avait eu avec une première femme et qu'ils s'amusaient à humilier en vidéo. Par exemple, ils leur faisaient croire qu'ils étaient adoptés, détruisaient leurs jeux ou les encourageaient à se frapper. L'affaire, dévoilée sur le web anglophone au grand public par le vidéaste Philip DeFranco (en) et dans la francophonie par Le Roi des rats,, est largement médiatisée,,. Deux ans après, un cas similaire est dévoilé : l'Arizonienne Machelle Hobson frappait, enfermait et gazait ses enfants au lacrymogène s'ils ne « suivaient pas les consignes » pour les vidéos de sa chaîne « Fantastic Adventures ».

### Publicité

#### Publicité dissimulée
Il arrive que des vidéastes soient rémunérés par une entreprise pour parler de ses produits sans que cette relation commerciale ne soit explicitement mentionnée,. L'autopromotion est également pratiquée. En France, des enquêteurs de la DGCCRF se penchent sur ces pratiques de publicités dissimulées en 2016, et s'intéressent aux cas d'une dizaine de YouTubeurs ayant perçus des sommes comprises entre 20 000 et 100 000 euros pour promouvoir une marque de voiture, sans que la relation contractuelle les liant au constructeur ne soit mentionnée.
En janvier 2014, Microsoft aurait négocié un accord commercial avec Machinima, fournisseur de contenu sur YouTube, pour garantir une contrepartie financière en cas de promotion avantageuse pour la Xbox One, avec comme seule condition que l'accord reste confidentiel. Révélée par Ars Technica, l'information corrobore les fuites du site iGR, qui mettait en lumière les consignes données par Machinima à ses « partenaires influents ». Les conditions rendues publiques sur Pastebin dévoilent que les « influenceurs » devaient s'engager à « ne pas porter atteinte à Machinima, la Xbox One ou n'importe lequel de ses jeux »,.
Également en 2014, lors de la sortie de La Terre du Milieu : L'Ombre du Mordor, la société Warner Bros. rémunère de nombreux vidéastes, dont PewDiePie, jusqu'à plusieurs dizaines de milliers de dollars pour promouvoir le jeu sur YouTube et les réseaux sociaux. L'accord interdit la mention de bugs ou de problèmes liés au logiciel. La Federal Trade Commission rapporte en 2016 que la plupart des vidéos ne sont pas signalées comme sponsorisées, et plusieurs de ces vidéastes mentionnent seulement avoir reçu un accès anticipé au jeu.
De manière à rendre plus transparents les partenariats entre vidéastes et marques, Youtube a mis à disposition des vidéastes une fonctionnalité permettant d'indiquer au début de sa vidéo que celle-ci contient une communication commerciale. De même, l'ARPP a publié les règles de bonnes pratique et de transparence dans le cadre de ces partenariats.

#### Placement de produit non dissimulé pendant la vidéo
Malgré une aversion pour la publicité, avec entre 30% et 60% des internautes utilisant des bloqueurs de publicité,, le nombre de vidéos contenant des placements de produit semble augmenter sur la plateforme Youtube[source insuffisante].

### Relations avec les autres médias
Des vidéastes se sont plaints que les médias de masse (télévision, presse écrite et sites d'actualité) donnent d'eux une image négative[réf. nécessaire]. Le passage de Natoo dans l'émission On n'est pas couché a suscité des critiques, certains[Qui ?] estimant que le comportement de Léa Salamé envers la vidéaste était condescendant et méprisant[réf. nécessaire], lui demandant combien sa chaîne lui faisait gagner, alors que la vidéaste était venue pour faire la promotion de son livre.
La critique la plus souvent adressée à ces médias est de davantage s'intéresser aux revenus des vidéastes qu'au fond de leur activité.

## Conventions
Les vidéastes sont parfois invités à des conventions, comme la Paris Games Week ou la Japan Expo, ayant souvent trait à la culture populaire et Internet.
En France, des rassemblements spécialisés sur l'activité de vidéaste sont organisés depuis 2015. Aux États-Unis, VidCon existe depuis 2010.
En mai 2015, Neocast, regroupant 45 créateurs au palais de la musique et des congrès à Strasbourg, réunit 5 000 personnes,.
En 2015 puis 2017, Video City rassemble à Paris plus de 150 vidéastes proposant des séances de dédicaces, des démonstrations ou encore des conférences d'aide à la création de vidéos. L'évènement est financé par plusieurs chaines de télévisions et marques.
Au Québec, la première rencontre destinée à l'univers de YouTube, nommée OhMyFest!, s'est tenue les 16 et 17 juillet 2016 au Monument national à Montréal.

## Thématiques abordées
Même si internet permet d'aborder tous les sujets, certaines thématiques ressortent :

### Humour
L'humour étant très présent sur internet, une grande part des vidéastes produit du contenu comique.
Les monologues comiques, constituent un type de vidéos qui siège parmi les premiers apparus sur YouTube, et qui a connu et connaît une grande popularité auprès du public francophone. Cyprien ou de Norman, sont respectivement deuxième et sixième vidéastes francophones sur YouTube par nombre d'abonnés en décembre 2023,. Ils possèdent toutes les caractéristiques d'un sketch, augmenté grâce au montage vidéo. Les vidéastes adeptes de ce type de contenu se basent souvent sur des événements communs de la vie quotidienne, jouant ainsi sur l'identification du spectateur. D'autres vidéastes francophones connus officient dans le monologue comique, comme Hugo Dessioux (Hugo Tout Seul).
Des caméras cachées sont également publiées sur le web, comme les créations de Rémi Gaillard.
Des vidéos insolites, propices au buzz, sont publiées en grand nombre sur le web. Elles peuvent parfois être à l'origine de mèmes. Ces vidéos sont parfois utilisées par d'autres vidéastes, les incluant dans un réel concept, par exemple :
- le zapping, suite de vidéos insolites ;
- la vidéo de réaction, où sont commentées une ou plusieurs vidéos insolites du même thème, parfois à l'aide de gags et de scènes parodiques, comme sur la chaîne anglophone h3h3Productions ;
- la revue de vidéos, où sont commentées plusieurs vidéos insolites aux thèmes différents. Ce concept de vidéos est notamment employé par Antoine Daniel (What the Cut !?) et Mathieu Sommet (Salut les Geeks). Le concept de revue de vidéos a été initialement popularisé par l'émission Equals Three (=3), du vidéaste américain Ray William Johnson.

### Jeux vidéo
Les vidéos avec pour thème le jeu vidéo sont divisées en de nombreux concepts distincts :
- les let's play, aussi appelés playthrough ou encore walkthrough, sont des vidéos dans lesquelles un ou plusieurs joueurs se filment en train de jouer à un jeu vidéo. Les différentes appellations renvoient en théorie à des buts bien précis, mais qui varient selon les vidéastes. Par exemple, PewDiePie ou Squeezie produisent ce type de vidéos ;
- les speedruns sont des vidéos dans lesquelles sont filmées la pratique du même nom, le speedrun, qui consiste à finir un jeu vidéo le plus rapidement possible[95] ;
- les sketchs, où le jeu vidéo est utilisé comme un moyen de mettre en scène des actions comiques. Le Joueur du grenier développe ce principe ;
- les tutoriels, avec pour but d'instruire, de donner des astuces[96] ;
- les streamings, où le vidéaste joue en direct devant des spectateurs. Il peut aussi s'agir de stream de développement de jeux vidéo. Par exemple, Jonathan Blow produit ce type de contenu ;
- les unboxing ou présentations de matériel de jeu. Par exemple, Benzaie produit ce type de contenu ;
- les analyses socio-culturelles, engageant une réflexion sur le jeu vidéo en lui-même, sur ses mécanismes et sur l'industrie vidéo-ludique. Par exemple, Usul (via 3615 Usul[97]) et l'équipe du NESBlog[98] produisaient ce type de contenu.

Les vidéos sur le jeu vidéo peuvent être orientées sur des jeux vidéo dits « Triple-A » (issus de grands studios de développement), sur des jeux vidéo indépendants (issus de petits studios de développement), ou même sur des jeux vidéo anciens (il s'agit alors d'une pratique nommée rétrogaming, avec pour vidéastes notoires le Joueur du Grenier ou encore l'Angry Video Game Nerd).
Les joueurs disposent de moyens importants afin de partager leur expérience. Sur console, les grandes entreprises du jeu vidéo lient des partenariats avec YouTube, tels que Sony et sa PlayStation 4. Cela permet aux joueurs de poster facilement leurs vidéos, par le biais d'une interface dédiée. Sur PC également, enregistrer ses sessions de jeux est devenu très simple grâce à plusieurs logiciels. Grâce à tous ces moyens de partage, YouTube devient un grand réseau où les joueurs partagent leurs expériences.
Afin de concurrencer Twitch (groupe Amazon), YouTube lance fin 2016 YouTube Gaming qui regroupe vidéos et directs autour de l'univers des jeux vidéo. Les plateformes permettent aux joueurs de diffuser leur session de jeu en direct et d'interagir avec ses viewers grâce au tchat.

### Beauté
Les vidéos beauté sont réalisées par des vidéastes qui donnent des conseils esthétiques, principalement de maquillage.
Leur public peut être influencé par les vidéastes actuels, d'où une recrudescence de chaînes similaires, parfois tenues par des personnes très jeunes,.
EnjoyPhoenix, Bethany Mota, CutiePieMarzia, Shera Kerienski produisent ce genre de vidéos.
Ce type de vidéos englobe plusieurs concepts qui lui sont spécifiques :
- les get ready with me (ou GRWM, en français, « préparez vous avec moi »), où le vidéaste se filme en train de se préparer et de se maquiller ;
- les Do it yourself, (ou DIY, en français « faites-le vous-mêmes »), où le vidéaste montre comment réaliser quelque chose par le travail manuel ;
- les haul, présentation de produits achetés ;
- les tutoriels, soit présentations de maquillages ou de coiffures destinées à la récréation.

Les vidéastes œuvrant dans le domaine de la beauté ont un impact grandissant sur leur public. Ces vidéastes deviennent des exemples, et certain(e)s jeunes adolescent(e)s les imitent en mettant à leur tour des vidéos en ligne. Certaines vidéastes connues ont elles-mêmes commencé jeunes, ignorant l'engouement qu'allaient susciter leurs vidéos.

### Contenu éducatif et vulgarisation
Certains vidéastes ont commencé au milieu des années 2010 à créer du contenu visant à vulgariser des sujets relatifs aux sciences, alors qu'auparavant sur YouTube on trouvait presque exclusivement du contenu humoristique (certes encore majoritaire). Le gouvernement français a mis en ligne en novembre 2018 une liste de 350 chaînes francophones à contenu culturel ou scientifique utilisables comme ressources pédagogiques.
Ainsi, des vidéastes tels que Guillaume Saës (Science Trash), Bruce Benamran (e-penser) ou David Louapre (ScienceÉtonnante) vulgarisent les sciences en général. Léo Grasset (DirtyBiology) propose, lui, des vidéos dans le domaine de la biologie. Mickaël Launay (MicMaths) traite des mathématiques, et Nathan Uyttendaele de la statistique. Dr Nozman, quant à lui, propose des vidéos sur des sujets aléatoires, similaires à ceux cités précédemment, ou bien répond dans ses vidéos à des questions posées par des utilisateurs et Max Bird parle des idées reçues,. Les langues sont traitées par Ma vie aux Etats-Unis pour l'anglais et par Lunatrix Lovestrange ou Linguisticae pour le français.
Vsauce est un vidéaste populaire sur le YouTube anglophone qui traite de différents sujets scientifiques et philosophiques.
Certaines vidéos traitent de sciences humaines et sociales telles que l'histoire (Manon Bril de C’est une autre histoire ou Nota Bene), l'archéologie (avec Charlie Danger des Revues du monde) la psychologie (LePsyLab) ou la philosophie (Dany Caligula, Cyrus North Mr Phi, ou la web-série Et tout le monde s'en fout).
Certaines chaînes YouTube telles qu'Axolot (Patrick Baud), Doc Seven ou Trash abordent des thèmes plus généraux dans des domaines variés et peuvent prendre la forme de tops. D'autres, telle la chaîne Le Fil d'Actu,,, traitent d'actualité sous la forme d'un journal hebdomadaire.
La chaine YouTube Mamytwink (Florian Henn, Zecharia, François Calvier) aborde plusieurs thèmes, le Jeu vidéo anciennement avec des vidéos sur World of Warcraft, Hearthstone, Overwatch. Et plus récemment avec des séries éducatives sur l'Histoire comme : « Histoires de guerre » et « Explorations nocturnes ».

### Politique

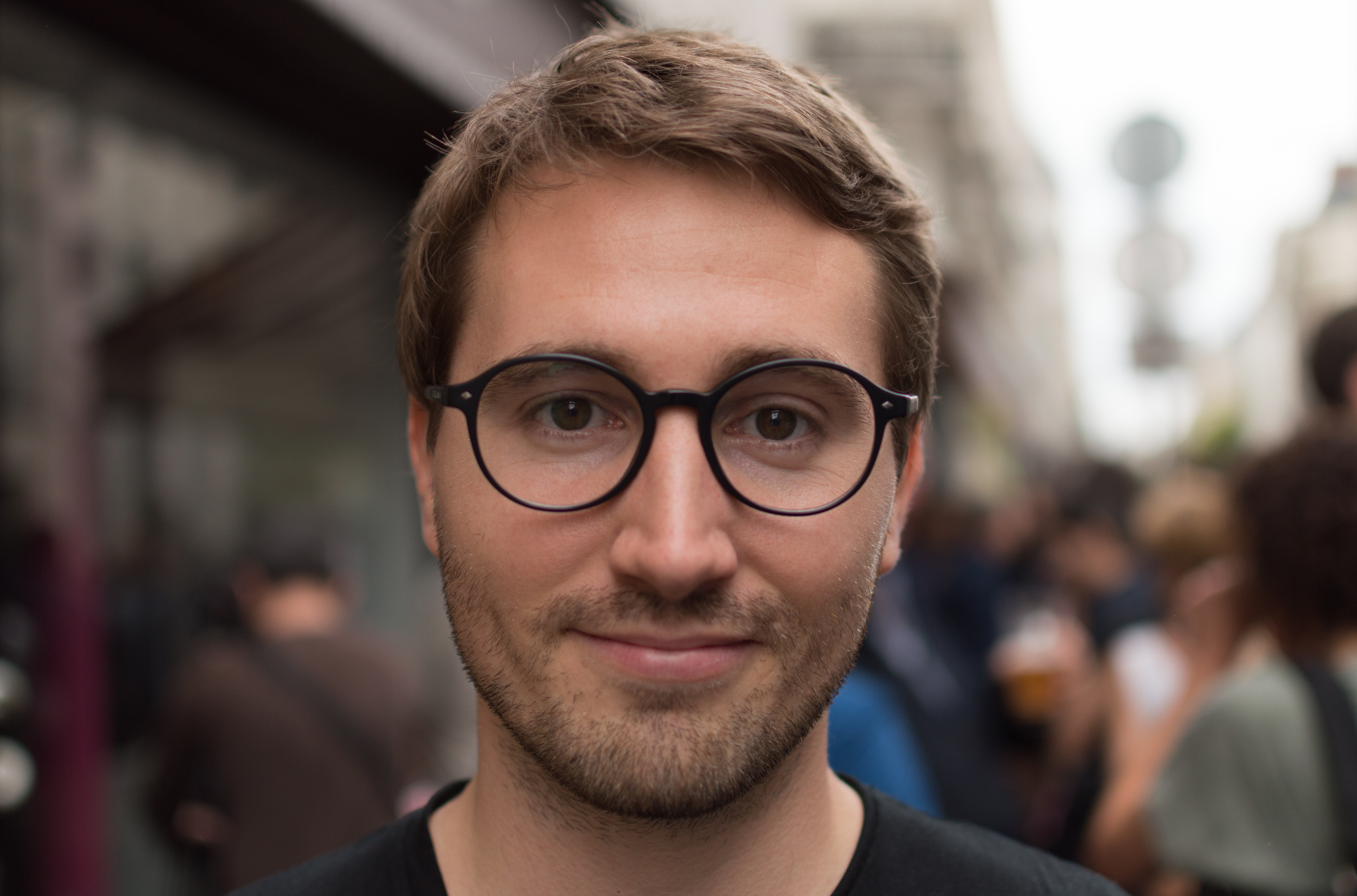
Antoine Léaument, de la chaîne Le Bon Sens, en juillet 2017.

Concernant le YouTube francophone, les premières vidéos d'Alain Soral rencontrent un certain succès dès la fin des années 2000 dans des monologues aux thèmes d'extrême-droite mâtinés de marxisme. C'est ensuite Usul qui introduit plus ou moins explicitement des traits politiques dans 3615 Usul, web-série abordant le thème du jeu vidéo. Usul et OsonsCauser disent tous qu'ils ont commencé à parler de politique sur YouTube pour faire pièce et proposer une alternative critique au succès grandissant des vidéos d'Alain Soral durant les années 2010. Le succès de Soral est tel que le Premier ministre Manuel Valls le désigne officiellement comme ennemi le 24 août 2013 lors de l'université d'été du PS et lors du discours « Défendre la République contre les extrémismes » du 27 novembre 2013[réf. nécessaire]. Avec les élections présidentielles et législatives en France en 2017, des vidéastes politiques et des politiciens de métier font leur apparition sur YouTube. Jean-Luc Mélenchon domine les chiffres,,, tandis que François Asselineau et son parti l'UPR totalisent en juillet 2020 près de 115 000 abonnés, pourtant considéré par Slate, comme pionnier sur la plateforme. Parmi eux on compte Cyrus North ou Usul via Mes chers contemporains.

### Arts et critique d'art

#### Cinéma
Il peut s'agir de critiques, de chroniques, ou de courts-métrages. Karim Debbache avec les émissions Crossed et Chroma ainsi que François Theurel produisent ce type de contenu.

#### Musique
Les vidéos musicales sont des vidéos dans lesquelles il est question de performance musicale et/ou vocale, ou de l'analyse de celles-ci :
- les clips vidéo, publiés sur le web pour faire la promotion d'une chanson déjà existante. Ils sont enclins à compter des nombres de vues parmi les plus importants des sites[133] ;
- les créations originales, exclusives au web. PV Nova produit ce type de contenu ;
- les reprises de titres déjà existants. Smooth McGroove produit ce type de contenu ;
- les analyses et critiques, pouvant aussi bien concerner la chanson (par exemple LinksTheSun[134]) que le clip vidéo (par exemple MisterJDay[135]).

#### Littérature
Les chroniqueurs littéraires sur YouTube sont connus sous le nom de « booktubeurs » (contraction de « book », livre, et « youtubeur ») et ont d'abord fait leur apparition aux États-Unis, au Royaume-Uni et dans le monde hispanophone à la fin des années 2000,.
Dans la francophonie, c'est au début des années 2010 que le phénomène apparaît.
Le booktubing est aujourd'hui également utilisé par les écoles et les bibliothèques pour emmener les adolescents à partager leur passion pour la littérature. Il est possible d'utiliser le booktube à des fins pédagogiques en classe. De ce fait, on cherche à concilier enseignement de la langue et éducation aux médias.
Les booktubeurs s'adressent la plupart du temps à un public jeune et mettent en place les mêmes procédés que les autres vidéastes, telles que l'« unboxing » (le fait d'ouvrir un colis devant sa caméra et qui vient du monde du jeu vidéo), ce qui les intègre parfaitement dans cette communauté.
Parmi eux Margaud Quartenoud ou Nine Gorman.

#### Photographie
Des vidéos en lien avec la pratique de la photographie, de conseils et d’apprentissage technique ou de présentation et de test de matériel photographique, souvent réalisées par des photographes de profession.
Parmi eux ; Chris Hau, Kai W, Jessica Kobeissi ou encore Nigel Danson.
Côté francophones, on trouve les vidéastes : F/1.4 - Sébastien Roignant, ObjectifPhotographe, Mon Petit Reflex, Lina Khezzar Photographie.
Des vidéastes proposent également du contenu spécialisé dans certains domaines : Photo Synthèse et Icono Mecano Maniac traitent de l'histoire de la photographie, EMGK Photographie ou Clic Argentique quant à eux, proposent du contenu vidéo sur la photographie argentique.

### Religion
Certains vidéastes créent du contenu uniquement en lien avec la religion, celui-ci pouvant être théologique ou sociétal par exemple. Parmi les francophones, il est possible de citer pour la religion catholique le frère dominicain Paul-Adrien d'Hardemare, anciennement le père Mathieu, Queer Chrétien(ne). Le phénomène est également présent à l'international avec le youtubeur australien Kamal Saleh de la chaîne Talk Islam, ou l'influenceuse chrétienne américaine Sadie Robertson.

## Formats de contenu vidéo
Certains formats de vidéos sont courants quelle que soit la thématique abordée, parmi lesquels :
- les FAQ, des vidéos dans lesquelles les vidéastes répondent aux questions des internautes ;
- les vlogs, où les vidéastes se filment dans leur vie de tous les jours ou lors d'un événement ;
- les revues, tests de produits de consommation ;
- les vidéos d'achats, où les vidéastes présentent leurs dernières acquisitions ;
- les tutoriels, qui apportent un enseignement ou une méthodologie ;
- les unboxings, où le vidéaste présente divers objets ;
- les tags, des vidéos « gages » ou des vidéos spéciales : Draw My Life, Back To School, Too Much Information et autres (ce concept est particulièrement répandu dans les chaînes beauté ou humoristiques).

## Vidéastes et chaînes notoires

### YouTube

#### Vidéastes
Ci-dessous, le tableau récapitulant les 15 vidéastes actifs sur YouTube comptant le plus d'abonnés en France, puis dans le monde (chaînes sans vidéaste ou de rediffusion exclues),.

#### Chaînes
Ci-dessous les tableaux récapitulant les 15 chaînes YouTube comptant le plus d'abonnés, d'abord en France, puis dans le monde,.

### Dailymotion

#### Chaînes
Ci-dessous, le tableau récapitulant les 10 chaînes [vidéo] Disponible sur Dailymotion comptant le plus d'abonnés tous pays confondus.